# Alamo Bay
Alamo Bay (br: A Baía do Ódio) é um filme norte-americano de 1985, do gênero drama, dirigido pelo cineasta francês Louis Malle.

## Sinopse
O filme narra a história de um veterano da Guerra do Vietnã que entra em atrito com imigrantes vietnamitas que se mudam para sua cidade natal. Entre 1979 e 1981 uma série de conflitos ocorrem entre pescadores norte-americanos e imigrantes vietnamitas na costa do golfo do Texas. Os pescadores locais se ressentiram quando um conhecido fornecedor de camarão, Wally, contratou trabalhadores vietnamitas. Isto provocou o ódio racial entre alguns pescadores da região. O mais inconformado era Shang, um pescador à beira da falência que havia lutado no Vietnã.

## Elenco
- Amy Madigan .... Glory
- Ed Harris .... Shang
- Ho Nguyen .... Dinh
- Donald Moffat .... Wally
- Truyen V. Tran .... Ben
- Rudy Young .... Skinner
- Cynthia Carle .... Honey
- Martin LaSalle .... Luis
- William Frankfather .... Mac
- Lucky Mosley .... Ab Crankshaw
- Bill Thurman .... xerife
- Michael Ballard ....Wendell
- Gary Basaraba ....Leon